# Суперточка-тур
Суперточка-тур — локальна територія синтетичного (антропогенного) або природного походження, в якій поєднуються унікальні природні і суспільні ресурси. Відповідна територія відрізняється великою соціальною значимістю подій, що відбувалися (або відбуваються) на її території або межах простору, що легко візуально сприймається з неї.  Такій території як правило притаманне, сполучення природних компонентів, високе пейзажне різноманіття, атрактивність ландшафту
. До території з такими особливостями проводяться туристичні екскурсії, з інформуванням про географічні особливості та історію території і окремих об'єктів в ній. Головний об'єкт супер-точка туру вирізняється високим рівнем активності, який просторово домінує в межах певного ландшафту, і є дуже привабливим для туристів
.